# Nilopegamys plumbeus
Nilopegamys plumbeus  (Osgood, 1928) è un roditore della famiglia dei Muridi, unica specie del genere Nilopegamys (Osgood, 1928), endemico dell'Etiopia .

## Descrizione

### Dimensioni
Roditore di piccole dimensioni, con lunghezza della testa e del corpo di 148 mm, la lunghezza della coda di 180 mm, la lunghezza del piede di 40 mm e la lunghezza delle orecchie di 13 mm.

### Caratteristiche craniche e dentarie
Il cranio è appiattito dorsalmente e presenta una scatola cranica grande, un rostro dritto e la regione inter-orbitale affossata.
Sono caratterizzati dalla seguente formula dentaria:

### Aspetto
La pelliccia è molto soffice e densa, cosparsa di lunghi peli. Le parti dorsali sono nero-grigiastre, con la base dei peli più chiara, mentre le parti ventrali, i lati del muso, le labbra superiori, il mento e la gola sono bianche. La linea di demarcazione lungo i fianchi è netta. La testa è alquanto allungata, il muso è gonfio, con un solco longitudinale che si estende dal naso fino al labbro superiore, gli occhi sono piccoli e disposti nella parte superiore della testa. Le vibrisse sono lunghe. Le orecchie sono notevolmente ridotte, nerastre, con delle macchie bianche alla loro base posteriore e con una frangiatura di peli bianchi lungo i margini posteriori e inferiori. Le zampe sono bianche, i piedi sono lunghi e larghi, provvisti di cinque dita, l'alluce è fornito di un artiglio robusto mentre il quinto dito è allungato. sui bordi dei piedi sono presenti delle frangiature di peli. La coda è più lunga della testa e del corpo, nera sopra e all'estremità, bianca sotto e ricoperta da circa 13 anelli di scaglie per centimetro.

## Biologia

### Comportamento
È una specie fortemente adattata alla vita semi-acquatica.

### Alimentazione
Si nutre probabilmente di piccoli pesci.

## Distribuzione e habitat
L'unico esemplare noto è stato catturato in un tributario del piccolo fiume Abbai, nell'Etiopia nord-occidentale.
Vive probabilmente lungo i corsi d'acqua degli altipiani a circa 2.600 metri di altitudine.

## Conservazione
La IUCN Red List, considerato che questa specie è nota soltanto per un unico individuo e ricerche successive non sono state in grado di ottenere altri esemplari, classifica N.plumbeus come specie in grave pericolo (CR). Probabilmente è da ritenersi estinta.